# Kajrat FK
Kajrat FK je nogometni klub iz grada Almatija u Kazahstanu. Svoje domaće utakmice igra na Središnjem stadionu u Almatiju koji prima 23.800 gledatelja. Klub ima dva naslova prvaka države, a Kup Kazahstana je osvajao čak šest puta.

## Klupski uspjesi
- Kazahstansko prvenstvo: 
  - prvaci (4): 1992., 2004., 2020., 2024.

- Kazahstanski kup:
  - pobjednik (9): 1992., 1996., 1999./00., 2001., 2003., 2014., 2015., 2017., 2018.
  - finalist (2): 2004., 2005.

- Kazahstanski superkup
  - pobjednik (2): 2016., 2017.
  - finalist (3): 2015., 2018., 2019.

- Kazahstanska prva liga
  - prvaci (1): 2009.

- Sovjetska prva liga
  - prvaci (2): 1976., 1983.

- SSSR - federacijski kup
  - pobjednik (1): 1988.

## Kajrat u europskim natjecanjima
| Sezona    | Takmičenje         | Kolo         | Klub          | Rezultat       |
| --------- | ------------------ | ------------ | ------------- | -------------- |
| 2002./03. | Kup UEFA           | Pretkolo     | Crvena zvezda | 0:2, 0:3       |
| 2005./06. | Liga prvaka        | 1. pretkolo  | Artmedia      | 2:0, 1:4 (pr.) |
| 2006./07. | Kup UEFA           | 1. pretkolo  | Fehérvár      | 0:1, 2:1       |
| 2014./15. | UEFA Europska liga | 1. pretkolo  | Kukësi        | 1:0, 0:0       |
| 2014./15. | UEFA Europska liga | 2. pretkolo  | Esbjerg       | 1:1, 0:1       |
| 2015./16. | UEFA Europska liga | 1. pretkolo  | Crvena zvezda | 2:0, 2:1       |
| 2015./16. | UEFA Europska liga | 2. pretkolo  | Alashkert     | 3:0, 1:2       |
| 2015./16. | UEFA Europska liga | 3. pretkolo  | Aberdeen      | 2:1, 1:1       |
| 2015./16. | UEFA Europska liga | Razigravanje | Bordeaux      | 0:1, 2:1       |

## Vanjske poveznice
- Službene stranice kluba (rus.)